# آی.جی.آی ۲: ضربه پنهان
آی. جی. آی.-۲: ضربه پنهان (به انگلیسی: I.G.I.-2: Covert Strike) یک بازی کامپیوتری تیراندازی اول شخص است که در ادامه قسمت اول این بازی پروژه آی‌جی‌آی توسط کدمسترز، یک ناشر بازی‌های ویدئویی، در سال ۲۰۰۳ برای مایکروسافت ویندوز منتشر شد. مقامات چینی با ادعای این که آی. جی.آی ۲ تصویر نادرستی از ارتش چین را به نمایش می‌رساند، عرضه این بازی را به صورت کامل در چین ممنوع کردند. این بازی در چین با سانسور شش مرحله انتهایی که در این کشور جریان داشت، انتشار یافت. 
در این بازی مامور مخصوص دیوید جونز، قهرمان بازی قبلی، وظیفه ی بدست آوردن پالس الکترومغناطیسی و شکست دادن ژنرال شرور چینی را دارد. 

## گیم‌پلی
بازی در نوزده مرحله و در کشورهای بلوک شرق، عربی، و سرزمین چین می‌گذرد. بازیکن می‌تواند بازی را در دو حالت به پیش ببرد: یا کلیه دشمنان را نابود کند یا با استفاده از برنامه‌ریزی و صبر و حوصله، تنها با کشتن چند دشمن بدون ایجاد سر و صدا به اهدافش برسد. آی. جی.آی ۲ در مقایسه با قسمت اول این بازی از تنوع بیشتری برخوردار است. اما دقت چندانی در فیلم‌های بازی و نشان‌دادن درست وضعیت جونز به عمل نیامده است. صدای گوش‌خراش و قطع نشدنی آژیرهای خطر به همراه فریادهای دشمن برای بسیاری از بازیکن‌ها آزار دهنده است. در نسخه قبلی، بازیکن تمامی سلاح‌ها را می‌توانست حمل کند اما در این نسخه فقط پنج نوع اسلحه که شامل چاقو، اسلحه کمری، اسلحه تهاجمی، بمب پرتابی و بمب نصبی را میتوان حمل کرد. به عبارت دیگر، حمل سلاح با محدودیت مواجه شده است.
در مرحله هشتم این بازی که در بندری در لیبی می گذرد، تلاوت قرآن در حال پخش است و در ساختمان بخش نهایی همان مرحله و مرحله نهم این بازی که در زندانی در لیبی می گذرد، رادیویی در حال پخش اخبار ایران می باشد.

## داستان
شخصیت اصلی بازی، دیوید جونز، مامور سابق SAS و مامور فعلی سازمان آی.جی.آی (Institute for Geotactical Intelligence)، به کوه‌های کارپات فرستاده میشود تا نمونه اولیه تراشه پالس الکترومغناطیسی (EMP) را که توسط مافیای روسی از تشکیلات پیشرفته آمریکا به سرقت رفته بود، پس بگیرد. پس از پرش هیلو (نوعی از پرش نظامی) و نفوذ به یک ایستگاه هواشناسی، جونز تراشه ای را که به سرقت رفته بود با موفقیت بازیابی میکند. محققان در IGI پس از بررسی دقیق به این نتیجه میرسند، تراشه ای که جونز پیدا کرده در واقع نسخه بهبود یافته است. سپس ناظر عملیات فیلیپ وایت به جونز دستور می دهد که برای گرفتن تراشه های EMP باقی مانده برود تا محققان IGI بتوانند یک تحقیق در مقیاس کامل بر روی تراشه ها برای تعیین استفاده واقعی آنها انجام دهند. جونز به یک انبار محلی در روسیه منتقل می‌شود، جایی که کاروان حامل تراشه‌ها قرار است از راه برسد. به وی دستور داده می شود که مواد منفجره C4 را از تأسیسات تهیه کرده و پلی را که کاروان از روی آن عبور می کند تخریب کند و بعد با حمله به کاروان تراشه را بدزدد. پس از اتمام موفقیت آمیز هدف خود، به یک مرکز تولید تسلیحات روسی منتقل می شود تا تراشه های EMP باقیمانده و چاپ های آبی آنها را به دستور وایت از آنجا خارج کند. پس از این، رابرت کوئست و فیلیپ وایت، در حالی که تراشه های EMP را میگیرند، به جونز خیانت کرده و او را مجبور به پریدن از هلیکوپتر میکنند. جونز از این اتفاق زنده مانده و خود را در مرزهای اوکراین و رومانی می بیند و در آنجا مجبور می شود بدون سلاح از مرز عبور کند.
در هر صورت این دو نفر با خیانت به سازمان، به همراه تراشه ها فرار کردند و IGI نتوانست محل اختفای آنها را شناسایی کند، اما آنها فهمیدند که فیلیپ وایت چندین معامله تسلیحاتی با جک پریبوی انجام داده، و به نظر میرسد که جک اطلاعات زیادی داشته باشد. به دستور سناتور لاناهان و نظارت آنیا، جونز به لیبی فرستاده میشود تا جک را از دست ماموران امنیتی نجات دهد، زیرا جک به جرم فروختن سلاح به شورشی ها در بازداشت به سر میبرد. سرگرد زالب سعید، فرمانده اطلاعات لیبی، هر دو نفر را دستگیر می کند و به زندان فوق امنیتی میفرستد. در حالی که آنها در حال انتقال به زندان هستند، پریبوی از او میپرسد که چرا دنبال او آمده و جونز قضیه را برای او تعریف میکند. پریبوی فاش می کند که با وایت معاملات زیادی کرده و تجهیزات پیشرفته ای را به او فروخته است. آخرین سفارش او از پریبوی یک اکرانوپلان روسی با فناوری پیشرفته بود که منتظر تحویل در یک بندر دریایی دورافتاده در خلیج بود. اوراق حمل و نقل در یک گاوصندوق در ویلای پریبوی بود که در حال حاضر توسط سرگرد زالب سعید تصرف شده بود و به عنوان پایگاه عملیات وی استفاده می شد.
پس از نجات پریبوی و فرار از زندان، دیوید تصمیم می گیرد برای کسب اطلاعات بیشتر در مورد معامله به ویلا برود. هنگام رفتن به آنجا موتور کامیون از کار می افتد و دیوید با پای پیاده به ویلا رفته و تمام اسناد را برداشته و با یک ماشین از آنجا فرار میکند. با کمال تعجب، پریبوی متوجه میشود که زالب تمام اوراق و مدارکش را دزدیده، و قسم میخورد که آنها را پس بگیرد و زالب را بکشد. آنها با هم به سمت یک فروشگاه و هلیکوپتری در نزدیکی میروند، و موفق به گرفتن آن میشوند. بعد از آن، با هلیکوپتر به تشکیلات زالب نفوذ کرده و او را به قتل میرسانند. در داخل ویلا، پریبوی به دیوید می گوید که معامله ای که با مدیر ماموریت سابق دیوید انجام داده است در بندر بور سافاگا در مصر بوده است و رابرت کوئست هواپیما را تا ۳ روز دیگر تحویل خواهد گرفت.
دیوید به سمت بندر حرکت می کند، جایی که آنیا به او دستور می دهد تا اکرانوپلان و تراشه های EMP دزدیده شده را پیدا کند. جونز در حین گشتن محوطه متوجه میشود که فیلیپ وایت با کشور ناشناخته ای برای مبادله تراشه ها قرارداد بسته است، در این حین با کوئست روبرو می شود که به افراد خود دستور می دهد تا دیوید ر در آب بیندازند. دیوید به افراد کوئست حمله کرده و پس از درگیری او را می کشد. او سپس اکرانوپلان را به کشوری ناشناخته می برد که بعداً مشخص شد جزایر اسپراتلی در نزدیکی چین است. پس از یک سری اتفاقات، دیوید متوجه می شود که مدیر سابق ماموریت خود به طور مخفیانه با یک ژنرال چینی همکاری می کند، که بعداً متوجه شد ژنرال وو زینگ است، که قصد دارد از تراشه ها برای بستن چشم های اطلاعاتی ایالات متحده و فلج کردن قدرت های داخلی استفاده کند.
فیلیپ وایت پس از درگیری لفظی با ژنرال وو زینگ، به دست او کشته میشود. دیوید موفق میشود ژنرال را پیدا کند و پس از یک مبارزه، او را به همراه افرادش به قتل برساند. بعد از این برای رسیدن به هدف نهایی، دیوید با کشتن تعداد زیادی از سربازان چینی سرانجام به سکوی پرتاب موشک میرسد، جایی که درست لحظاتی قبل از پرتاب آن سیستم را غیرفعال کرده و از حرکت آن به مقصد برنامه ریزی شده جلوگیری میکند. موشک شلیک شده و در نقطه امنی منفجر میشود و ماموریت با موفقیت به پایان میرسد.

## ماموریت ها
آی‌جی‌آی ۲، ۱۹ ماموریت (Mission) دارد.
1. Infiltration (نفوذ)
2. Deep in the Mines (در اعماق معدن)
3. The Weather Station (ایستگاه هواشناسی)
4. Bridge Across the Dnestr (پلی بر روی دنیستر)
5. Ambush (کمین)
6. Production Facility (تجهیزات تولید)
7. Border Crossing (گذرگاه مرزی)
8. Libyan Rendezvous (میعادگاه لیبیایی)
9. Prison Escape (فرار از زندان)
10. Priboi's Villa (ویلای پریبوی)
11. The Airfield (فرودگاه)
12. Zaleb's Stronghold (سنگر زالب)
13. Showdown at the Docks (نمایش در اسکله)
14. Island Assault (حمله به جزیره)
15. Air-Strike (حمله هوایی)
16. The Ancient Temple (معبد باستانی)
17. Secret Weapons Lab (آزمایشگاه تسلیحات مخفی)
18. Mission Control (کنترل ماموریت)
19. The Launch Pad (سکوی پرتاب)

## بازتاب ها
| گردآورنده | امتیاز |
| --------- | ------ |
| متاکریتیک | ۶۴/۱۰۰ |

| ناشر                     | امتیاز  |
| ------------------------ | ------- |
| سی‌جی‌ام                   | [ ۲ ]   |
| کامپیوتر گیمینگ ورلد     | [ ۳ ]   |
| اج                       | 5/10    |
| یوروگیمر                 | 8/10    |
| گیم اینفورمر             | 7.25/10 |
| گیم رولیشن               | C−      |
| گیم‌اسپات                 | 5.6/10  |
| گیم‌زون                   | 7.5/10  |
| آی‌جی‌ان                   | 8/10    |
| پی‌سی گیمر (ایالات متحده) | 59%     |
| انترتینمنت ویکلی         | B+      |

براساس بازبینی وبسایت متاکریتیک، این بازی نقدهای ترکیبی دریافت کرد. یک ماه پس از تاریخ انتشار ایالات متحده، آی جی ان به آن امتیاز قابل قبول داد.

## واژه‌نامه
1. ↑  David Jones
2. ↑  Phillip White
3. ↑  Robert Quest
4. ↑  Jach Priboi
5. ↑  Senator Lenahan
6. ↑  Rebecca Anya
7. ↑  Major Zaleb Said
8. ↑  General Wu Xing